# Lee's Family Forum
Lee's Family Forum, tidigare Henderson Event Center och Dollar Loan Center, är en inomhusarena i Henderson, Nevada i USA. Den har en publikkapacitet på 5 567 åskådare vid ishockeyarrangemang. Staden Henderson godkände bygget den 20 maj 2020 och invigdes den 3 mars 2022. Inomhusarenan kostade 79,4 miljoner amerikanska dollar att uppföra. Den är hemmaarena åt ishockeylaget Henderson Silver Knights i American Hockey League (AHL).
Den 30 mars 2021 blev det offentligt att det lokala låneinstitutet Dollar Loan Center hade köpt namnrättigheterna till inomhusarenan och den fick namnet Dollar Loan Center. I april 2024 övertog alkoholförsäljaren Lee's Discount Liquor över namnrättigheterna och arenan fick sitt nuvarande namn.